# ANZAC Day

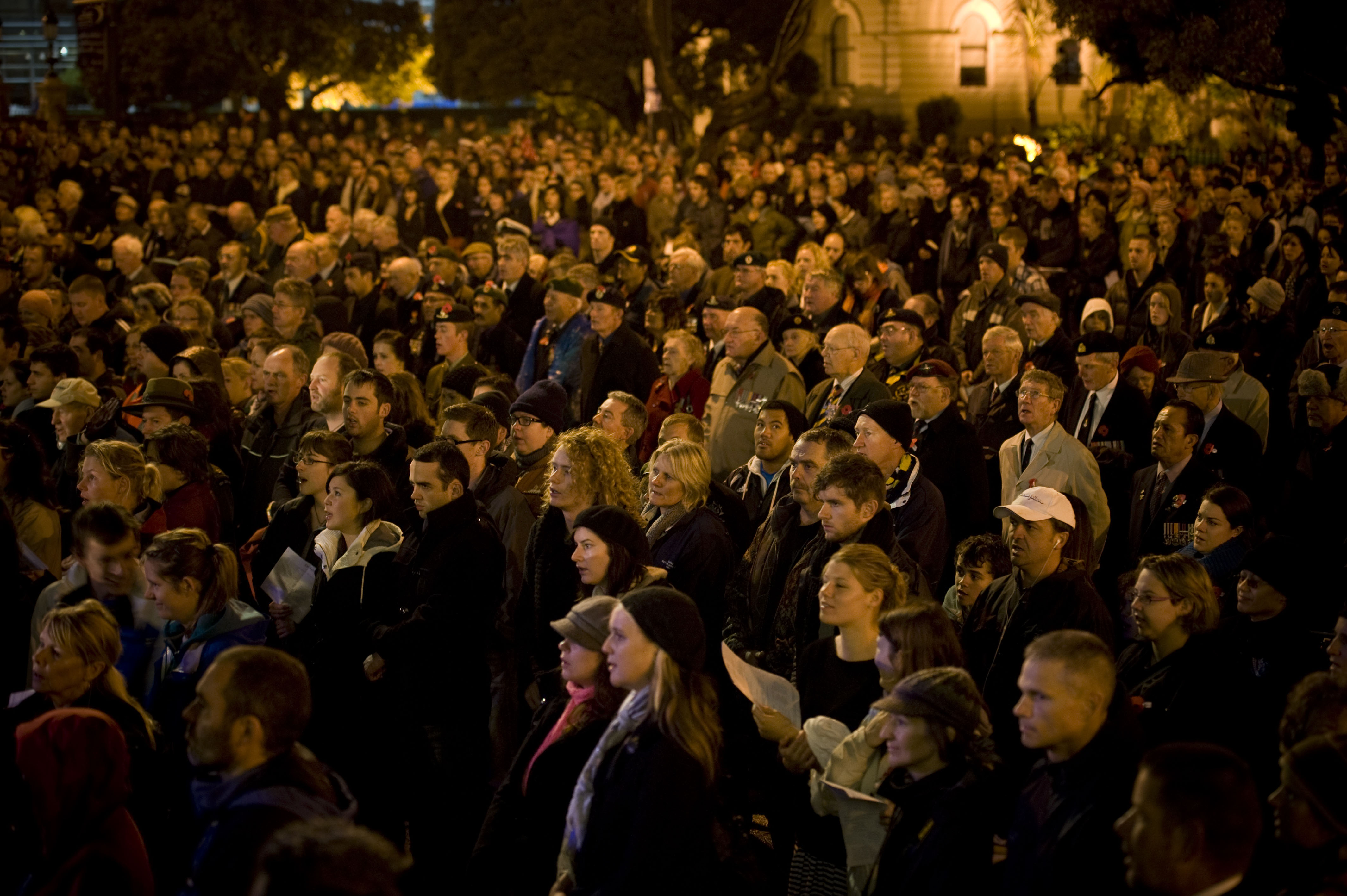
ANZAC Day a Wellington nel 2011

L'ANZAC Day è una commemorazione che si tiene ogni anno in Australia e Nuova Zelanda il 25 aprile in memoria di tutti i soldati delle forze armate australiane e neozelandesi (ANZAC è infatti l'acronimo di Australia and New Zealand Army Corps, "Corpo d'armata di Australia e Nuova Zelanda") caduti in tutte le guerre.
Il 25 aprile 1915, definito ANZAC DAY, costituisce una data simbolica scelta a rappresentare il grande contributo dei soldati australiani e neozelandesi e la crescita del loro patriottismo; la partecipazione delle truppe ANZAC alla prima guerra mondiale ebbe infatti un'importanza fondamentale nel processo di affrancamento di Australia e Nuova Zelanda dal passato di marginali colonie. La Giornata dell'ANZAC è celebrato anche nelle Isole Cook, a Niue, in Samoa e in Tonga, ma non a Papua Nuova Guinea.

## Storia

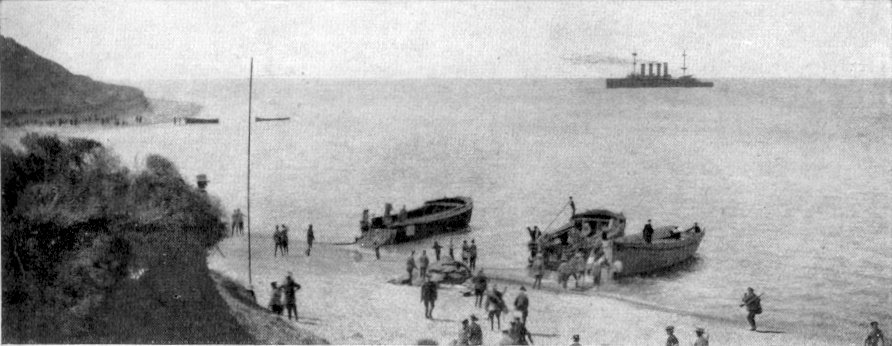
Anzac Cove e sullo sfondo la HMS Bacchante il 25 aprile 1915

I soldati australiani e neozelandesi hanno combattuto sia nella Prima che nella seconda guerra mondiale. La scelta del 25 aprile ricorda l'anniversario del primo sbarco dei soldati australiani e neozelandesi, i cosiddetti Diggers, "scavatori", soprannome dato dal fatto che spesso l'incarico di scavare trincee era dato dai comandi britannici alle truppe ANZAC, a Gallipoli (Turchia) per prendere parte alla ambiziosa campagna dei Dardanelli del 1915 pianificata dagli Alleati allo scopo di infliggere una sconfitta decisiva all'Impero ottomano e portare aiuto all'Impero russo. Fu la prima volta che l'Impero britannico impiegò in Europa i soldati bianchi reclutati nelle più lontane colonie agli antipodi.
A causa delle difficoltà logistiche, dei gravi errori di strategia e di tattica da parte dell'alto comando britannico e della dura resistenza del nemico, le truppe ANZAC subirono perdite elevatissime durante la lunga ed estenuante campagna combattuta prevalentemente a poca distanza dalle spiagge e caratterizzata da inutili e cruenti attacchi frontali contro le posizioni trincerate nemiche.
I soldati australiani e neozelandesi, impegnati su un teatro di guerra sconosciuto e per scopi bellici poco comprensibili alle truppe, dimostrarono risolutezza e grande coesione nonostante il fallimento finale dell'operazione e le grandi sofferenze per i disagi materiali, le malattie, le perdite in combattimento.

## Filmografia
Nel 1981 il regista australiano Peter Weir ha diretto il film Gallipoli (versione italiana: Gli anni spezzati) in cui narra con grande efficacia drammatica la tragica storia di alcuni soldati dell'ANZAC impegnati nella durissima campagna dei Dardanelli. Anche il film The Water Diviner del 2014, diretto e interpretato da Russell Crowe, tratta del Corpo d'armata di Australia e Nuova Zelanda. La storia si svolge nel 1919 e racconta di un padre australiano che arriva a Gallipoli (Turchia) alla ricerca delle tombe dei figli soldati dell'ANZAC.